# Alexis Rassine
Alexis Rassine, all'anagrafe Alec Raysman (Kaunas, 26 luglio 1919 – Crawley, 25 luglio 1992) è stato un ballerino lituano naturalizzato sudafricano.

## Biografia
Alexis Rassine nacque a Kaunas in una famiglia di ebrei russi e la turbolenta situazione politica costrinse la famiglia ad emigrare prima a San Pietroburgo e poi a Città del Capo nel 1929. Qui iniziò a studiare danza all'età di quattordici anni e a diciotto di trasferì a Parigi per perfezionarsi con Ol'ga Preobraženskaja. Non essendo riuscito a superare il provino per entrare nel balletto dell'Opéra di Parigi, si trasferì a Londra, dove continuò a perfezionarsi sotto Stanislas Idzikowski, Igor Schwezoff e Vera Volkova. 
Fu legato sentimentalmente a John Lehmann dagli anni quaranta fino alla morte nello scrittore nel 1987 e trascorse i suoi ultimi cinque anni nel cottage a Crawley lasciatogli in eredità dal compagno.

## Carriera
Dopo aver danzato brevemente per Marie Rambert nel 1938, si unì alla compagnia itinerante del Trois Arts Ballet. Lo scoppio della seconda guerra mondiale costrinse molti ballerini britannici ad abbandonare le scene per andare a combattere, lasciando quindi ampie possibilità per Rassinie. Ballò per alcuni anni con l'Anglo-Polish Ballet, fondato da alcuni danzatori polacchi fuggiti dopo l'invasione tedesca del loro Paese, con cui danzò i ruoli da protagonista ne Les Sylphides e Le Spectre de la Rose di Michel Fokine. 
Ninette de Valois, in cerca di ballerini maschi per il Sadler's Wells Ballet, le cui file erano state decimate dalla guerra, notò Rassine e gli offrì un posto nella sua compagnia nel 1942. Il ballerino rimase con il Sadler's Wells Ballet per tredici anni, molti dei quali in qualità di primo ballerino. In questi anni danzò come partner di ballerine quali Nadia Nerina, Pauline Clayden e Pamela May, interpretando ruoli di primo piano in Giselle, La bella addormentata, Coppélia e altri classici. Ballerino versatile dalle buone doti tecniche ed interpretative, danzò nelle prime assolute di balletti di Robert Helpmann, Ninette de Valous, Frederick Ashton e Kenneth MacMillan, facendosi particolarmente apprezzare ne Les Patineurs di Ashton, Carnaval di Fokine, The Prospect Before Us di de Valous e La Boutique Fantasque di Léonide Massine. Le medesime doti lo resero un partner molto richiesto da Margot Fonteyn, Beryl Grey e Violetta Elvin. Nel 1958 danzò come Albrecht accanto alla Giselle di Yvette Chauviré durante una delle rare rappresentazioni londinesi della prima ballerina assoluta francese.
Con la fine della guerra e i ritorno in patria di ballerini quali Michael Somes e John Field, Rassine cominciò a dover competere per i ruoli da primo ballerino, ma rimase un apprezzato membro della compagnia fino ai primi anni cinquanta, quando una nuova generazioni di ballerini lo mise definitivamente in secondo piano. Nel 1954 lasciò il Sadler's Wells Ballet per unirsi al London Ballet e per il resto degli anni cinquanta continuò a danzare come étoile ospite per diverse compagnie europee. Diede l'addio alle scene nei primi anni sessanta, ritirandosi definitivamente dalla danza.